# عطاالله ابوعمار جونونی
عطاالله ابوعمار جونونی (به انگلیسی: Ataullah abu Ammar Jununi)، که همچنین با نام عطاالله نیز شناخته می‌شود، رهبر ارتش آزادیبخش روهینگیای آراکان (ARSA) است. این ارتش یک گروه شورشی فعال در شمال ایالت راخین (آراکان) در میانمار است. عطاالله در چندین ویدئو که از جانب ARSA منتشر شده‌است ظاهر شده و سخنرانی‌ها و بیانیه‌هایی ارائه کرده‌است.

## زندگی
عطاالله در کراچی پاکستان از یک پدر روهینگیایی به دنیا آمد که به خاطر آزار و اذیت مذهبی در زادگاهش ایالت راخین در میانمار به پاکستان مهاجرت کرده‌بود. خانوادهٔ او در زمان کودکی‌اش به مکه در عربستان سعودی مهاجرت کرد و او در یک مدرسهٔ اسلامی ثبت نام کرد.

## خیزش
گروه بحران بین‌المللی در گزارش خود گفته که با شماری از اعضای این گروه مصاحبه کرده‌است. اتاق فکر این گروه اعلام کرده که رهبر این گروه روابط نزدیکی با عربستان سعودی دارد. این گزارش که در دسامبر ۲۰۱۶ منتشر شده اعلام می‌کند که عطاالله عربستان را در سال ۲۰۱۲ اندکی پس از فوران هیجانات مذهبی در ایالت راخین ترک کرده‌است. یک خبرگزاری حکومتی میانمار اعلام کرده که عطاالله به مدت ۶ ماه زیر نظر طالبان در پاکستان دورهٔ جنگ چریکی گذرانده‌است. در گزارش گروه بحران بین‌المللی گفته‌شده که اگرچه این مسئله تأیید نشده، اما شواهدی در دست است که او به پاکستان یا هرجای ممکن دیگر رفته و در زمینهٔ جنگ چریکی مدرن آموزش دیده‌است. بسیار یاز اعضای این گروه همچنین به گروه بحران بین‌المللی گفته‌اند که او ممکن است پیش از بازگشتش به ایالت راخین در لیبی آموزش تکمیلی دیده باشد، اما با این وجود این مسئله قابل تأیید نیست.
در ۹ اکتبر ۲۰۱۶ عطاالله صدها شورشی را به مرز میانمار-بنگلادش هدایت کرد که در آنجا این افراد به پست‌های پلیس مرز میانمار حمله کردند. یک هفته بعد عطاالله در ویدئویی ظاهر شد و مسئولیت این حملات را بر عهده گرفت.